# ماسا (زحلة)
ماسا هي إحدى القرى اللبنانية من قرى قضاء زحلة في محافظة البقاع.